# NGC 7519
NGC 7519 је спирална галаксија у сазвежђу Пегаз која се налази на NGC листи објеката дубоког неба.
Деклинација објекта је + 10° 46' 18" а ректасцензија 23h 13m 11,2s. Привидна величина (магнитуда) објекта NGC 7519 износи 14,0 а фотографска магнитуда 14,8. NGC 7519 је још познат и под ознакама UGC 12424, MCG 2-59-9, CGCG 431-16, KUG 2310+104B, PGC 70713.